# Sauvigny (Meuse)
Sauvigny [sɔviɲi] ist eine französische Gemeinde mit 222 Einwohnern (Stand: 1. Januar 2022) im Département Meuse in der Region Grand Est (bis 2015 Lothringen). Sie gehört zum Arrondissement Commercy und zum Kanton Vaucouleurs.

## Lage
Sauvigny liegt an der Maas, etwa 43 Kilometer südwestlich von Nancy. Umgeben wird Sauvigny von den Nachbargemeinden Pagny-la-Blanche-Côte im Norden, Saulxures-lès-Vannes im Nordosten, Mont-l’Étroit im Osten, Clérey-la-Côte im Südosten, Jubainville im Südosten und Süden, Brixey-aux-Chanoines im Süden, Goussaincourt im Südwesten, Burey-la-Côte im Westen sowie Montbras im Westen und Nordwesten.

## Bevölkerungsentwicklung
| Jahr                       | 1962 | 1968 | 1975 | 1982 | 1990 | 1999 | 2006 | 2019 |
| Einwohner                  | 309  | 287  | 224  | 207  | 201  | 220  | 243  | 230  |
| Quellen: Cassini und INSEE |      |      |      |      |      |      |      |      |

## Sehenswürdigkeiten
- Kirche Saint-Loup aus dem 16. Jahrhundert
- Kapelle Saint-Gibrien in Moncourt aus dem 14. Jahrhundert[1]
- Lavoir (ehemaliges Waschhaus)

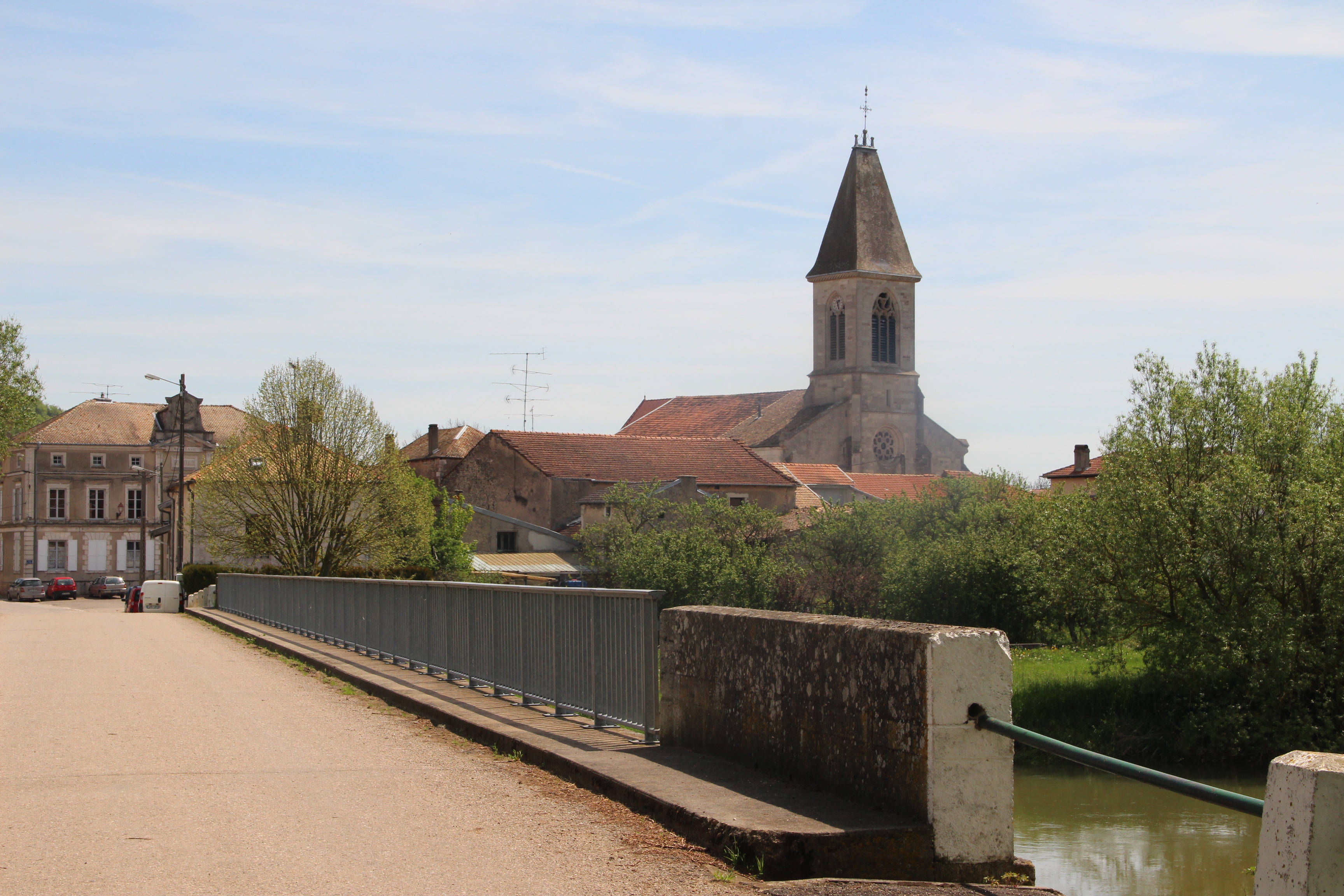
Kirche Saint-Loup
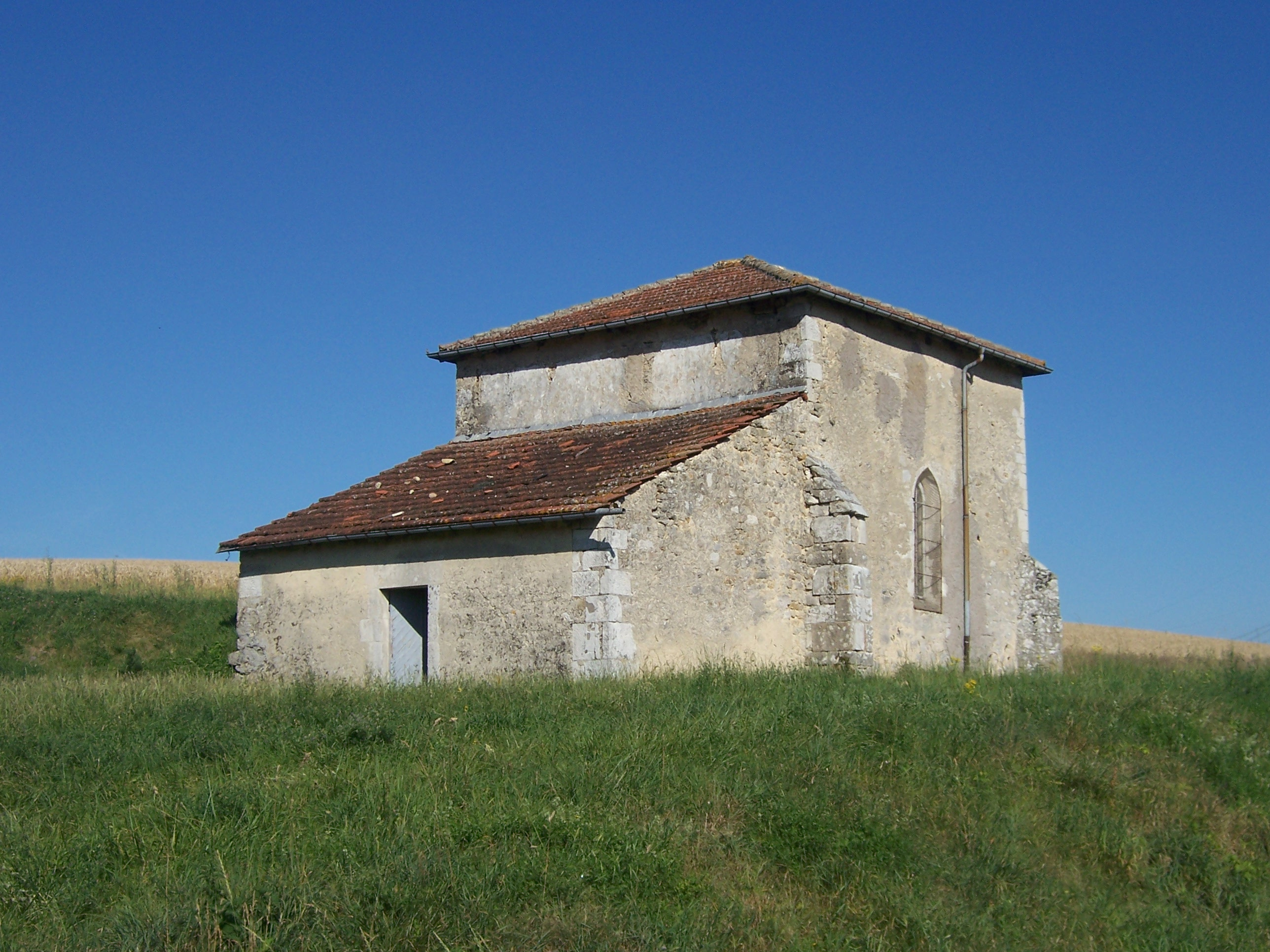
Kapelle Saint-Gibrien
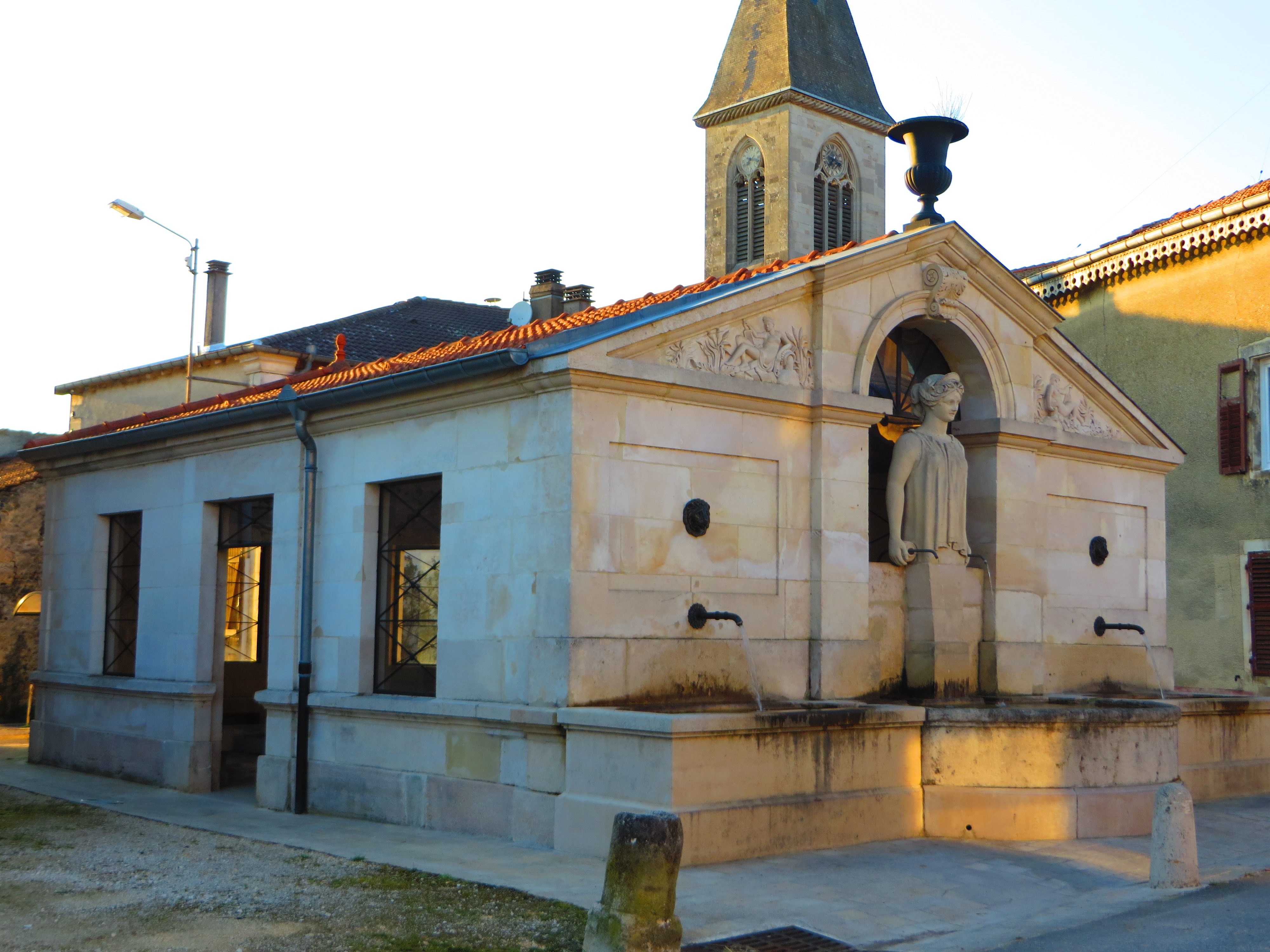
Brunnen und ehemaliges Waschhaus